# Antonio Maria Costa
Antonio Maria Costa (16 de junho de 1941) é um economista italiano. Ele mora em Viena e Bruxelas.
De maio de 2002 a agosto de 2010, Costa atuou como Subsecretário-Geral das Nações Unidas para os cargos de diretor executivo do Escritório das Nações Unidas sobre Drogas e Crime (UNODC) e Diretor-Geral do Escritório das Nações Unidas em Viena (UNOV). Costa foi o primeiro a realizar este duplo mandato por dois mandatos consecutivos de 4 anos.
Antes disso, Costa foi Secretário-Geral do Banco Europeu para Reconstrução e Desenvolvimento (BERD) de 1994 a 2002 e Diretor-Geral de Economia e Finanças da UE (DGII) na União Europeia de 1987 a 1992.

Costa é atualmente editor-chefe do Journal of Policy Modelling.